# 2025年新奧爾良越獄事件
美中夏令時間2025年5月16日，美國路易斯安那州新奧爾良一所監獄發生一宗越獄事件，10名囚犯經由廁所後牆的一個洞口逃離。當中6人涉及謀殺或企圖謀殺的指控。截至5月20日，當局已成功緝回其中5人。

## 越獄
當地時間2025年5月16日凌晨0時23分，美國路易斯安那州新奧爾良的奧爾良堂區監獄發生越獄事件。數名囚犯因囚室門鎖故障得以離開原本的囚室，花約20分鐘撬開一扇滑動式囚室門，成功闖入另一囚室。他們在室內拆除廁所與洗手盆組合，再鋸開廁所後方的管道洞口的橫向鐵欄，從而製造出逃生通道。
在囚犯鑽出洞口的牆上，有人塗寫「太容易啦哈哈」（To Easy LoL）及「我們是無辜的」（We Innocent）字句。當時負責監視該區囚室的獄警正離崗取餐。
眾人從洞口爬出後，途經貨運區，翻越圍牆，再穿越鄰近的10號州際公路，至凌晨1時30分成功逃離監獄。至早上8時30分，獄方在例行點名時才發現囚犯失蹤，與逃脫時間相隔約7小時。
獄方在事件初期已懷疑逃犯獲得內部人員協助。至5月20日，一名負責維修的監獄員工被捕，涉嫌關閉水源以便逃犯順利拆除廁所並越獄。奧爾良堂區警長蘇珊·赫特森表示，逃獄行動或涉及獄方內部人員協助，她指出：「在沒人協助的情況下，幾乎不可能從這座設施逃出。」據悉，一名負責監控閉路電視的員工曾目睹逃脫過程，卻未有通報其他獄警。目前已有3名監獄職員被無薪停職接受調查。
當中3名逃犯於5月17日被捕，並由直升機送往州立懲教設施，第4、第5名逃犯則於5月19日、5月20日落網。

## 逃犯
逃犯年齡由19歲至42歲不等，其中數人涉及謀殺指控，其餘則被控持械加重襲擊、持武器非法禁錮、持械搶劫及家庭暴力等罪行。
路易斯安那州警方在聲明中表示，逃犯肯德爾·邁爾斯被發現在新奧爾良法國區一間酒店的車房內，其藏身於車底。
在逃者包括：
- 傑梅因·唐納德（Jermaine Donald）：被控二級謀殺、加重毆打及非法持有火器。
- 德里克·格羅夫斯（Derrick Groves）：被控二級謀殺。
- 安托萬·馬西（Antoine Massey）：被控家庭暴力及汽車盜竊。
- 利奧·泰特（Leo Tate）：被控二級謀殺。
- 倫頓·範布倫（Lenton Vanburen）：被控二級謀殺。

被捕者包括：
- 科里·博伊德（Corey Boyd）：被控二級謀殺。
- 德克南·丹尼斯（Dkenan Dennis）：被控持械搶劫及在暴力罪行中非法攜帶武器。
- 加里·普萊斯（Gary Price）：被控企圖一級謀殺、普通襲擊、刑事損壞、家庭暴力、毆打及持械襲擊。
- 羅伯特·穆迪（Robert Moody）：被控企圖加重毆打及妨礙司法公正。
- 肯德爾·邁爾斯（Kendall Myles）：被控意圖藏匿武器、走私違禁品進監獄及持有違禁品。